# Eriogonum fimbriatum
Eriogonum fimbriatum là một loài thực vật có hoa trong họ Rau răm. Loài này được W.J.Hess & Reveal mô tả khoa học đầu tiên năm (1976)].